# Ragtime song
Les Ragtime songs sont un genre de la musique ragtime dont la caractéristique principale est l'ajout de paroles à la musique syncopée du ragtime. De nombreux succès instrumentaux furent adaptés en chansons au début du XXe siècle.

## Exemples
- Maple Leaf Rag Song (1904) de Scott Joplin
- Iola Song (1906) de Charles L. Johnson
- Pine Apple Rag Song (1910) de Scott Joplin
- Dill Pickles Song (1910) de Charles L. Johnson